# ル・コルセール (駆逐艦)
ル・コルセール (Le Corsaire) は、1939年進水のフランス海軍の駆逐艦。ル・アルディ級。1941年にシロコ (Siroco) と改名。
1938年3月31日起工。1939年11月14日進水。1940年竣工。
フランス降伏直後に北アフリカへ脱出するが、その後フランスに戻る。1941年4月1日にシロコと改名。1942年11月27日、トゥーロンでのフランス艦隊自沈の際に自沈。
イタリアにより浮揚されFR32と命名されてジェノヴァで修理に入るが、イタリア降伏後の1943年10月28日にジェノヴァで閉塞船として沈められた。